# New York City Marathon 1976
De New York City Marathon 1976 werd gelopen op zondag 24 oktober 1976. Het was de zevende editie van deze marathon.
De Amerikaan Bill Rodgers kwam bij de mannen als eerste over de streep in 2:10.09,6. Zijn landgenote Michiko Gorman won bij de vrouwen in 2:39.11.
In totaal finishten 1549 marathonlopers de wedstrijd, waarvan 1486 mannen en 63 vrouwen.

## Uitslagen

### Mannen
| rang   | naam                | land | tijd      |
| ------ | ------------------- | ---- | --------- |
| Goud   | Bill Rodgers        | USA  | 2:10.09,6 |
| Zilver | Frank Shorter       | USA  | 2:13.12   |
| Brons  | Christopher Stewart | ENG  | 2:13.21   |
| 4      | Richard Hughson     | CAN  | 2:16.10   |
| 5      | Pekka Paivarinta    | FIN  | 2:16.17,6 |
| 6      | Tom Fleming         | USA  | 2:16.52   |
| 7      | Carl Hatfield       | USA  | 2:17.26   |
| 8      | Daniel McDaid       | IRL  | 2:17.48   |
| 9      | Günther Mielke      | GER  | 2:18.16   |
| 10     | Ron Hill            | USA  | 2:19.43   |

### Vrouwen
| rang   | naam             | land | tijd    |
| ------ | ---------------- | ---- | ------- |
| Goud   | Michiko Gorman   | USA  | 2:39.11 |
| Zilver | Doris Brown      | USA  | 2:53.02 |
| Brons  | Toshiko D'Elia   | USA  | 3:08.17 |
| 4      | Lauri Pedrinan   | USA  | 3:15.50 |
| 5      | Cheryl Norton    | USA  | 3:18.50 |
| 6      | Louise Weschler  | USA  | 3:19.11 |
| 7      | Nina Kuscsik     | USA  | 3:20.08 |
| 8      | Elizabeth Curtin | USA  | 3:22.26 |
| 9      | Toni Plantamura  | USA  | 3:22.29 |
| 10     | Jane Killion     | USA  | 3:25.02 |

1970 ·
1971 ·
1972 ·
1973 ·
1974 ·
1975 ·
1976 ·
1977 ·
1978 ·
1979 ·
1980 ·
1981 ·
1982 ·
1983 ·
1984 ·
1985 ·
1986 ·
1987 ·
1988 ·
1989 ·
1990 ·
1991 ·
1992 ·
1993 ·
1994 ·
1995 ·
1996 ·
1997 ·
1998 ·
1999 ·
2000 ·
2001 ·
2002 ·
2003 ·
2004 ·
2005 ·
2006 ·
2007 ·
2008 ·
2009 ·
2010 ·
2011 ·
2012 · 
2013 ·
2014 ·
2015 ·
2016 ·
2017 ·
2018 ·
2019 ·
2020 · 
2021 ·
2022 ·
2023 ·
2024